# أنتوني دي لونجيس
أنتوني دي لونجيس (بالإنجليزية: Anthony De Longis)‏ مواليد 23 مارس 1950 في غلينديل، الولايات المتحدة، هو ممثل أمريكي بدأ مسيرته الفنية سنة 1969.

## الأعمال
- مدمرو الخرافات
- بولتستورم
- ريد ديد ريدمبشن: أنديد نايتمار
- ريد ديد ريدمبشن
- عودة الرجل الوطواط
- فار آند أوي
- سادة الكون

## روابط خارجية
- أنتوني دي لونجيس على موقع IMDb (الإنجليزية)
- أنتوني دي لونجيس على موقع ألو سيني (الفرنسية)
- أنتوني دي لونجيس على موقع أول موفي (الإنجليزية)
- أنتوني دي لونجيس على موقع قاعدة بيانات الأفلام السويدية (السويدية)
- أنتوني دي لونجيس على موقع قاعدة بيانات الفيلم (الإنجليزية)
- أنتوني دي لونجيس على موقع كينوبويسك (الروسية)